# 외야수

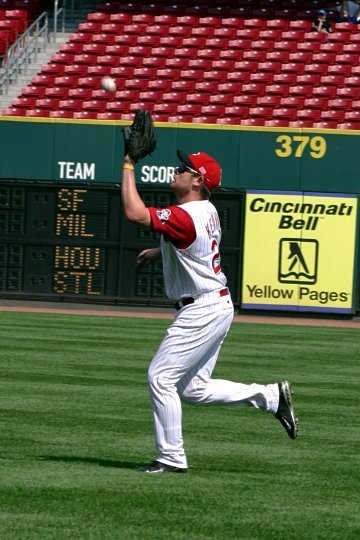
뜬공을 잡는 외야수 오스틴 컨즈

외야수(外野手)란 야구 또는 소프트볼에서 외야의 수비를 하는, (포수 입장에서, 왼쪽부터) '좌익수'(레프트), '중견수'(센터), '우익수'(라이트)의, 3명의 야수(野手)다. 원래, 외야는 내야에 비해 넓게 되어 있는데 내야수 4명에 비해 외야수는 3명이므로, 내야수보다 발이 빨라야 하고 타구의 착지 지점을 읽는 능력이 요구되는 포지션이며, 강한 송구능력이 요구되기도 한다. 또 수비력 이상으로 타격이 중시되는 포지션이기도 하여, 메이저 리그에서는 OPS가 높은 선수가 수비력이 높은 선수보다 높은 평가를 받는 경우가 많다. 그러나 감독 중에서는 외야수 출신이 드물다.

## 같이 보기
- 내야수